# Tingair
Tingair (code IATA :  ?; code OACI : ?) est une compagnie aérienne à bas prix marocaine basée à l'Aéroport Tanger - Ibn Batouta de Tanger.

## Destinations

### Afrique
| Pays    | Ville      | Aéroport                                 | Appareil |
| ------- | ---------- | ---------------------------------------- | -------- |
| Maroc   | Casablanca | Aéroport Mohammed V de Casablanca        | BAe 146  |
|         | Nador      | Aéroport de Nador - Al Aroui             | BAe 146  |
|         | Tanger     | Aéroport Tanger - Ibn Battouta           | BAe 146  |
| Tunisie | Tunis      | Aéroport international de Tunis-Carthage | BAe 146  |

### Europe
| Pays        | Ville     | Aéroport                                    | Appareil |
| ----------- | --------- | ------------------------------------------- | -------- |
| Allemagne   | Francfort | Aéroport de Francfort                       | BAe 146  |
| Belgique    | Bruxelles | Aéroport de Bruxelles                       | BAe 146  |
| Espagne     | Barcelone | Aéroport international de Barcelone-El Prat | BAe 146  |
| Espagne     | Madrid    | Aéroport international de Madrid-Barajas    | BAe 146  |
| France      | Paris     | Aéroport Paris-Orly                         | BAe 146  |
| Italie      | Milan     | Aéroport de Milan Malpensa                  | BAe 146  |
| Pays-Bas    | Amsterdam | Aéroport d'Amsterdam-Schiphol               | BAe 146  |
| Pays-Bas    | Rotterdam | Aéroport de Rotterdam                       | BAe 146  |
| Royaume-Uni | Londres   | Aéroport de Londres Heathrow                | BAe 146  |
| Suisse      | Genève    | Aéroport international de Genève            | BAe 146  |